# Hårlev
Hårlev – miasto w Danii, w regionie Zelandia, w gminie Stevns.